# 佐藤祥万
佐藤 祥万（さとう しょうま、1989年8月18日 - ）は、栃木県日光市出身の元プロ野球選手（投手）。左投左打。

## 経歴

### プロ入り前
小学3年生の時に少年野球の所野ブラックパンサーズで野球を始める。最初は外野手だったが、監督に出した年賀状にピッチャーをやりたいと書いて、以来ポジションは投手一筋。日光東中では軟式野球部に所属し、4番打者兼投手として栃木県大会に出場。進学した文星芸大附高校では1年生の夏季県大会からベンチ入り。
2年次の夏季県大会では背番号10の2番手投手として出場。4回戦では宇都宮清陵を相手に5回参考記録ながら完全試合を達成。チームを甲子園出場に導いた。第88回全国高等学校野球選手権大会では初戦でダース・ローマシュ匡、上田剛史を擁する関西に逆転勝ち。しかし続く今治西との2回戦では3-12という大敗を喫する。
新チームでは結成当初からエースナンバーを堅守。2年連続での夏の甲子園となった第89回全国高等学校野球選手権大会では、調子が良い時には投球と同時に野球帽が頭部から落下することが話題になった。3回戦まで進出するも、2年連続で熊代聖人擁する今治西の前に敗れた。奇しくも当日は佐藤の誕生日であり、勝利で花を添えることはできなかった。しかし、打者の内角を鋭く突く切れのある速球と多彩な変化球、マウンド度胸の良さが一気に関係者の注目を集め、同年の全日本高校選抜の代表メンバーに選出される。
2007年10月3日のドラフト会議（高校生ドラフト）で横浜ベイスターズから4巡目指名を受け、10月26日に契約金3500万円・年俸480万円の条件で正式に入団契約を交わした。

### 横浜・DeNA時代

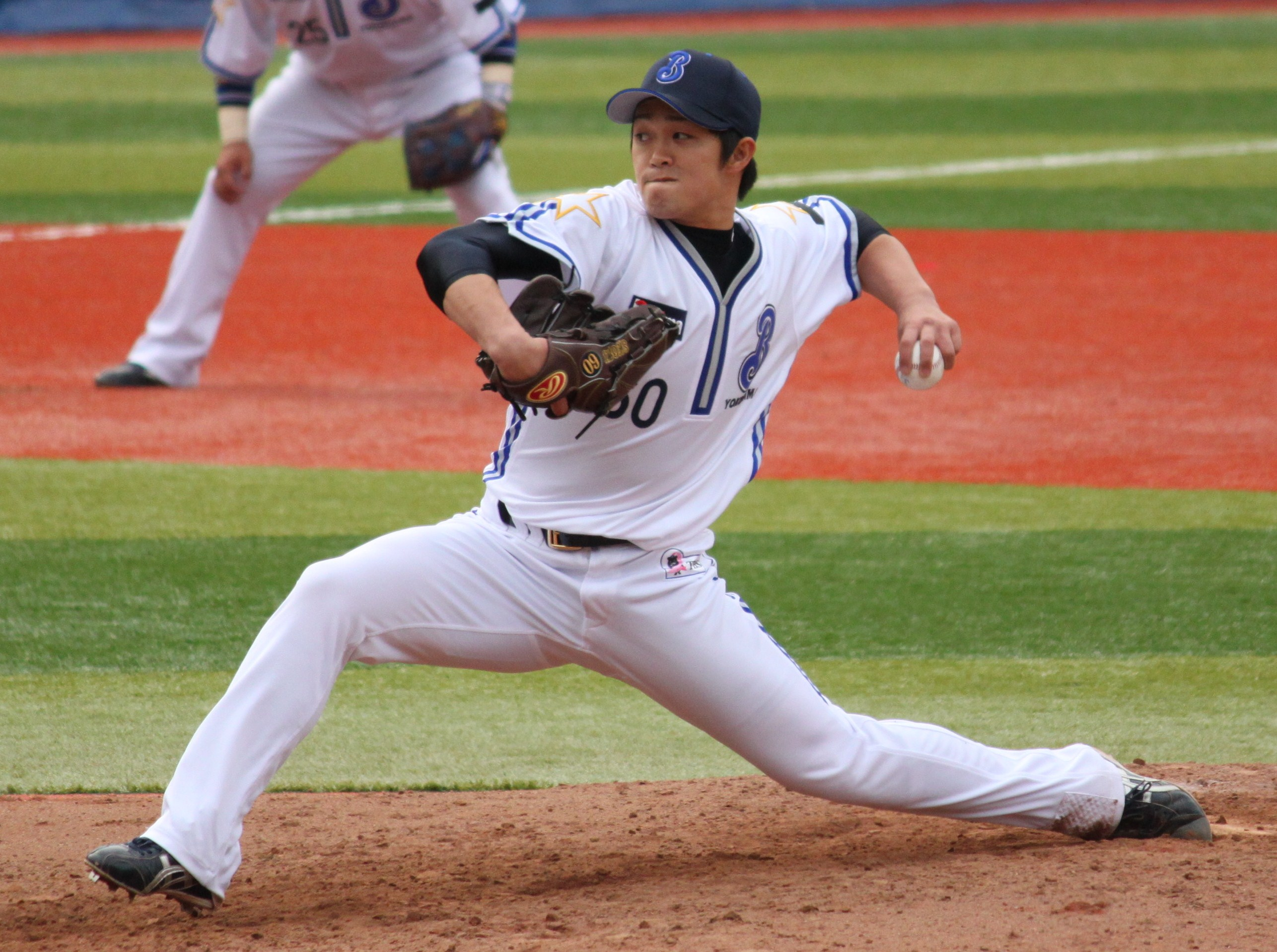
佐藤の投球フォーム
（2011年4月3日 チャリティーマッチ：阪神戦）

2008年4月8日に小林太志とともに一軍登録され、翌9日にプロ初登板。高校時代を大幅に上回る145km/hを計測した。小林もこの日が初登板であった。5月8日のヤクルト戦でプロ初先発を務めたが、セ・リーグ記録タイとなる1試合与死球4の内容で、プロ初先発初勝利とはならなかった。6月に先発で2試合連続でKOされたのを受け二軍落ちし、そのままシーズンを終えた。
2009年は二軍で8試合の登板。一軍出場はなかった。
2010年は2年ぶりに一軍出場を果たし、中継ぎで8試合に登板。また、シーズンオフには台湾で開催された第17回IBAFインターコンチネンタルカップの日本代表に選ばれた。
2011年も中継ぎとして10試合に登板、プロ初ホールドも記録した。4月27日の対中日ドラゴンズ5回戦で落合英二以来2人目の0球降板（コール後に雨天コールド）を記録した。
2012年に女優の吉村紗耶香との入籍を発表。契約更改を行い、前年度の3%減の730万でサインした。

### 日本ハム時代
2013年11月15日、加藤政義との交換トレードで北海道日本ハムファイターズへ移籍することが発表された。
2014年、一軍登板無しに終わり、10月3日付けで翌年の契約を結ばないことが通達された。

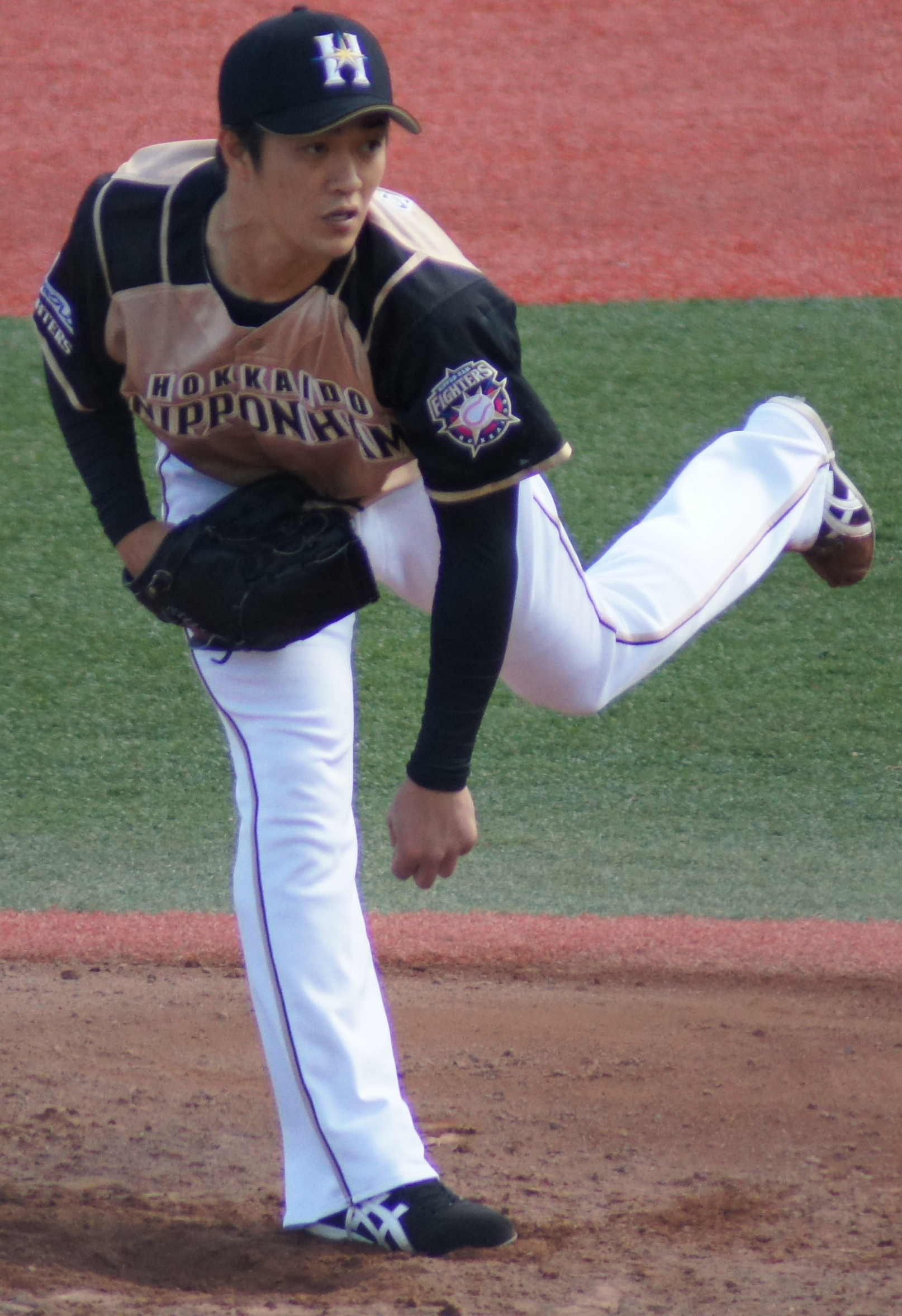
北海道日本ハムファイターズ時代
（2014年4月5日）

11月9日に開催された第1回12球団合同トライアウトに参加。このトライアウトでは、中田亮二（中日）、尾崎匡哉（日本ハム）、角晃多（ロッテ）、髙橋信二（オリックス）の4人に対して被安打1、1四球だった。翌11月11日、広島東洋カープへの入団が発表された。

### 広島時代
2015年は一軍登板はなかった。
2016年はDeNA時代の2013年以来3年ぶりに一軍で登板を果たしたが、2試合の登板に留まった（登板2試合はいずれもDeNA戦）。
2017年は6試合に登板したが、勝敗、セーブ、ホールドは付かなかった。
2018年は7試合に登板したが、防御率8.59と結果を残せず、10月2日に戦力外通告を受けた。合同トライアウトの受験も選択肢の一つとしていたが、家族との話し合いの結果、現役引退を決心した。

### 現役引退後
引退後は妻・吉村の実家である大阪市内の銘木製造業で働く。

## 選手としての特徴・人物
打者の狙いを外すクレバーさに定評があるが、度重なるフォームの改造により伸び悩んでいるという指摘もある。
左投げではあるが、筆記具は右手で持つ。

## 詳細情報

### 年度別投手成績
| 年 度    | 球 団     | 登 板 | 先 発 | 完 投 | 完 封 | 無 四 球 | 勝 利 | 敗 戦 | セ 丨 ブ | ホ 丨 ル ド | 勝 率 | 打 者 | 投 球 回 | 被 安 打 | 被 本 塁 打 | 与 四 球 | 敬 遠 | 与 死 球 | 奪 三 振 | 暴 投 | ボ 丨 ク | 失 点 | 自 責 点 | 防 御 率 | W H I P |
| -------- | --------- | ----- | ----- | ----- | ----- | -------- | ----- | ----- | -------- | ----------- | ----- | ----- | -------- | -------- | ----------- | -------- | ----- | -------- | -------- | ----- | -------- | ----- | -------- | -------- | ------- |
| 2008     | 横浜 DeNA | 16    | 3     | 0     | 0     | 0        | 0     | 1     | 0        | 0           | .000  | 122   | 28.2     | 27       | 7           | 6        | 0     | 5        | 16       | 0     | 0        | 14    | 13       | 4.08     | 1.17    |
| 2010     | 横浜 DeNA | 8     | 0     | 0     | 0     | 0        | 0     | 0     | 0        | 0           | ----  | 23    | 5.2      | 4        | 0           | 0        | 0     | 2        | 4        | 0     | 0        | 2     | 2        | 3.18     | 0.71    |
| 2011     | 横浜 DeNA | 10    | 0     | 0     | 0     | 0        | 0     | 0     | 0        | 3           | ----  | 18    | 4.0      | 4        | 0           | 3        | 0     | 0        | 4        | 0     | 0        | 2     | 2        | 4.50     | 1.75    |
| 2012     | 横浜 DeNA | 6     | 0     | 0     | 0     | 0        | 0     | 0     | 0        | 1           | ----  | 31    | 7.0      | 9        | 1           | 3        | 0     | 0        | 4        | 0     | 0        | 5     | 5        | 6.43     | 1.71    |
| 2013     | 横浜 DeNA | 8     | 0     | 0     | 0     | 0        | 0     | 0     | 0        | 0           | ----  | 32    | 7.1      | 8        | 0           | 5        | 0     | 0        | 3        | 0     | 0        | 1     | 1        | 1.23     | 1.77    |
| 2016     | 広島      | 2     | 0     | 0     | 0     | 0        | 0     | 0     | 0        | 0           | ----  | 14    | 2.1      | 5        | 0           | 1        | 0     | 1        | 3        | 0     | 0        | 2     | 2        | 7.71     | 2.57    |
| 2017     | 広島      | 6     | 0     | 0     | 0     | 0        | 0     | 0     | 0        | 0           | ----  | 30    | 6.2      | 6        | 1           | 5        | 0     | 0        | 6        | 0     | 0        | 3     | 3        | 4.05     | 1.65    |
| 2018     | 広島      | 7     | 0     | 0     | 0     | 0        | 0     | 0     | 0        | 0           | ----  | 36    | 7.1      | 8        | 0           | 4        | 0     | 1        | 6        | 0     | 0        | 8     | 7        | 8.59     | 1.64    |
| NPB：8年 | NPB：8年  | 63    | 3     | 0     | 0     | 0        | 0     | 1     | 0        | 4           | .000  | 306   | 69.0     | 71       | 9           | 27       | 0     | 9        | 46       | 0     | 0        | 37    | 35       | 4.57     | 1.42    |

- 2018年度シーズン終了時
- 横浜（横浜ベイスターズ）は、2012年にDeNA（横浜DeNAベイスターズ）に球団名を変更

### 記録
- 初登板：2008年4月9日、対読売ジャイアンツ2回戦（横浜スタジアム）、8回表に3番手で救援登板、1回無失点[12]
- 初奪三振：同上、8回表に李承燁から見逃し三振[12]
- 初先発：2008年5月8日、対東京ヤクルトスワローズ8回戦（横浜スタジアム）、4回2失点[13]
- 初ホールド：2011年4月12日、対中日ドラゴンズ1回戦（横浜スタジアム）、7回表二死に4番手で救援登板、1/3回無失点[14]

### 背番号
- 60（2008年 - 2013年）
- 62（2014年）
- 98（2015年 - 2018年）

### 登場曲
- 「なにしてんの」SURFACE（2016年 - 2018年）